# MCRS1
MCRS1 (англ. Microspherule protein 1) – білок, який кодується однойменним геном, розташованим у людей на короткому плечі 12-ї хромосоми. Довжина поліпептидного ланцюга білка становить 462 амінокислот, а молекулярна маса — 51 803.
| 10         |  | 20         |  | 30         |  | 40         |  | 50         |
| ---------- |  | ---------- |  | ---------- |  | ---------- |  | ---------- |
| MDKDSQGLLD |  | SSLMASGTAS |  | RSEDEESLAG |  | QKRASSQALG |  | TIPKRRSSSR |
| FIKRKKFDDE |  | LVESSLAKSS |  | TRAKGASGVE |  | PGRCSGSEPS |  | SSEKKKVSKA |
| PSTPVPPSPA |  | PAPGLTKRVK |  | KSKQPLQVTK |  | DLGRWKPADD |  | LLLINAVLQT |
| NDLTSVHLGV |  | KFSCRFTLRE |  | VQERWYALLY |  | DPVISKLACQ |  | AMRQLHPEAI |
| AAIQSKALFS |  | KAEEQLLSKV |  | GSTSQPTLET |  | FQDLLHRHPD |  | AFYLARTAKA |
| LQAHWQLMKQ |  | YYLLEDQTVQ |  | PLPKGDQVLN |  | FSDAEDLIDD |  | SKLKDMRDEV |
| LEHELMVADR |  | RQKREIRQLE |  | QELHKWQVLV |  | DSITGMSSPD |  | FDNQTLAVLR |
| GRMVRYLMRS |  | REITLGRATK |  | DNQIDVDLSL |  | EGPAWKISRK |  | QGVIKLKNNG |
| DFFIANEGRR |  | PIYIDGRPVL |  | CGSKWRLSNN |  | SVVEIASLRF |  | VFLINQDLIA |
| LIRAEAAKIT |  | PQ         |  |            |  |            |  |            |

A: Аланін

C: Цистеїн

D: Аспарагінова кислота

E: Глутамінова кислота

F: Фенілаланін

G: Гліцин

H: Гістидин

I: Ізолейцин

K: Лізин

L: Лейцин

M: Метіонін

N: Аспарагін

P: Пролін

Q: Глутамін

R: Аргінін

S: Серин

T: Треонін

V: Валін

W: Триптофан

Кодований геном білок за функціями належить до регуляторів хроматину, фосфопротеїнів. 
Задіяний у таких біологічних процесах, як транскрипція, регуляція транскрипції, пошкодження ДНК, репарація ДНК, рекомбінація ДНК, ацетилювання, альтернативний сплайсинг. 
Локалізований у цитоплазмі, ядрі.